# Biograph (album)
Biograph è una raccolta di Bob Dylan pubblicata il 7 novembre 1985. L'album ripercorre la carriera di Dylan dagli esordi nel 1961 all'album Shot of Love del 1981. È stata pubblicata dalla Columbia Records e rappresenta uno dei primi esempi di box set e fu un successo commerciale. Raggiunse il trentatreesimo posto nella classifica di Billboard, diventando disco di platino.
Le registrazioni di Biograph sono un mix di rarità e canzoni di successo e non sono raccolte in ordine cronologico. Delle cinquantatré tracce ventidue non erano mai state incluse in un album di Dylan, inclusa Lay Down Your Tune, che chiude il documentario di Martin Scorsese No Direction Home: Bob Dylan, e Can You Pleas Crawl Out Your Window?.
L'album è corredato da un libretto di quarantadue pagine contenente foto rare e note di Cameron Crowe.

## Tracce
- Testi e musiche di Bob Dylan, tranne dove diversamente specificato.

### Disco 1
1. Lay, Lady, Lay – 3:18 – (Nashville Skyline, 1969)
2. Baby, Let Me Follow You Down – 2:34 (G. Davis, R. von Schmidt, D. Van Ronk) – (Bob Dylan, 1962)
3. If Not for You – 2:42 – (New Morning, 1970)
4. I'll Be Your Baby Tonight – 2:38 – (John Wesley Harding, 1967)
5. I'll Keep It with Mine – 3:45 – (inedito - 1965)
6. The Times They Are a-Changin' – 3:13 – (The Times They Are A-Changin', 1964)
7. Blowin' in the Wind – 2:47 – (The Freewheelin' Bob Dylan, 1963)
8. Masters of War – 4:32 – (The Freewheelin' Bob Dylan, 1963)
9. The Lonesome Death of Hattie Carroll – 5:46 – (The Times They Are A-Changin', 1964)
10. Percy's Song – 7:42 – (inedito, 1963)
11. Mixed-Up Confusion – 2:28 – (inedito, 1962)
12. Tombstone Blues – 5:57 – (Highway 61 Revisited, 1965)
13. The Groom's Still Waiting at the Altar – 4:04 – (B-side da Heart of Mine, 1981)
14. Most Likely You Go Your Way (And I'll Go Mine) – 3:29 – (Before the Flood, 1974)
15. Like a Rolling Stone – 6:09 – (Highway 61 Revisited, 1965)
16. Lay Down Your Weary Tune – 4:36 – (inedito, 1963)
17. Subterranean Homesick Blues – 2:20 – (Bringing It All Back Home, 1965)
18. I Don't Believe You (She Acts Like We Never Have Met) – 5:18 – (inedito, versione live, 1966)

### Disco 2
1. Visions of Johanna – 7:33 – (inedito, versione live, 1966)
2. Every Grain of Sand – 6:15 – (Shot of Love, 1981)
3. Quinn the Eskimo (The Mighty Quinn) – 2:20 – (versione inedita, 1967)
4. Mr. Tambourine Man – 5:29 – (Bringing It All Back Home, 1965)
5. Dear Landlord – 3:16 – (John Wesley Harding, 1967)
6. It Ain't Me Babe – 3:34 – (Another Side of Bob Dylan, 1964)
7. You Angel You – 2:54 – (Planet Waves, 1974)
8. Million Dollar Bash – 2:33 – (The Basement Tapes, 1975)
9. To Ramona – 3:54 – (Another Side of Bob Dylan, 1964)
10. You're a Big Girl Now – 4:23 – (versione inedita - 1974)
11. Abandoned Love – 4:29 – (outtake inedito, 1975)
12. Tangled Up in Blue – 5:45 – (Blood on the Tracks, 1975)
13. It's All Over Now, Baby Blue – 5:40 – (inedito, versione live, 1966)
14. Can You Please Crawl Out Your Window? – 3:34 – (singolo, 1965)
15. Positively 4th Street – 3:54 – (singolo, 1965)
16. Isis – 5:21 (Dylan, Levy) – (inedito, versione live, 1975)
17. Jet Pilot – 0:49 – (inedito, 1965)

### Disco 3
1. Caribbean Wind – 5:54 – (outtake inedito, 1981)
2. Up to Me – 6:18 – (outtake inedito, 1974)
3. Baby, I'm in the Mood for You – 2:56 – (inedito, 1962)
4. I Wanna Be Your Lover – 3:27 – (inedito, 1965)
5. I Want You – 3:07 – (Blonde on Blonde, 1966)
6. Heart of Mine – 3:43 – (inedito versione live, 1981)
7. On a Night Like This – 2:58 – (Planet Waves, 1974)
8. Just Like a Woman – 4:55 – (Blonde on Blonde, 1966)
9. Romance in Durango – 4:39 (Dylan, Levy) – (inedito versione live, 1975)
10. Señor (Tales of Yankee Power) – 5:41 – (Street Legal, 1978)
11. Gotta Serve Somebody – 5:25 – (Slow Train Coming, 1979)
12. I Believe in You – 5:10 – (Slow Train Coming, 1979)
13. Time Passes Slowly – 2:36 – (New Morning, 1970)
14. I Shall Be Released – 3:04 – (Greatest Hits Vol. II, 1971)
15. Knockin' on Heaven's Door – 2:30 – (Pat Garrett & Billy the Kid, 1973)
16. All Along the Watchtower – 3:04 – (Before the Flood,  1974)
17. Solid Rock – 3:58 – (Saved, 1980)
18. Forever Young – 2:02 – (inedito, demo, 1973)